# Universíada de Verão de 2023
A XXXII Universíada de Verão, oficialmente Jogos Universitários Mundiais de Verão da FISU de 2023, seria a 32.ª edição do evento, a ser realizada em Ecaterimburgo, na Rússia.

## Adiamento e cancelamento
Os jogos foram cancelados, em 2022, como um dos resultados da invasão da Ucrânia pela Rússia e a suspensão da participação de atletas russos em eventos desportivos sob a chancela do Comitê Olímpico Internacional (COI). Desta forma, a FISU decidiu também pelo não cancelamento da edição de 2021 e o seu adiamento para 2023. Sendo que a sede foi a cidade chinesa de Chengdu, que seria a sede do evento em 2021 teve a sua edição postergada para 2023.
Para que houvesse uma compensação para seus atletas, as autoridades russas anunciaram a realização do primeiro Festival Internacional de Esportes Universitários e a participação na terceira edição dos Jogos da Juventude de Inverno Rússia–China que serão realizados na cidade.

## Modalidades
- Aquáticos
  -  Natação (42) (detalhes)
  -  Polo aquático (2) (detalhes)
  -  Saltos ornamentais (15) (detalhes)
- Atletismo (50) (detalhes)
- Badminton (6) (detalhes)
- Basquetebol (2) (detalhes)
- Boxe (13) (detalhes)
- Esgrima (12) (detalhes)
- Ginástica  (detalhes) 
  -  Ginástica artística (14)
  -  Ginástica rítmica (8)
- Judô (16) (detalhes)
- Rugby sevens (2) (detalhes)
- Sambo (18) (detalhes)
- Tênis de mesa (7) (detalhes)
- Taekwondo (23) (detalhes)
- Tênis (7) (detalhes)
- Tiro com arco (10) (detalhes)
- Voleibol (2) (detalhes)